# العلاقات الكورية الشمالية الليتوانية
العلاقات الكورية الشمالية الليتوانية هي العلاقات الثنائية التي تجمع بين كوريا الشمالية وليتوانيا.

## مقارنة بين البلدين
هذه مقارنة عامة ومرجعية للدولتين:
| وجه المقارنة                                              | كوريا الشمالية                        | ليتوانيا                                                    |
| --------------------------------------------------------- | ------------------------------------- | ----------------------------------------------------------- |
| المساحة (كم2)                                             | 120.54 ألف                            | 65.30 ألف                                                   |
| عدد السكان (نسمة)                                         | 25.49 مليون                           | 2.79 مليون                                                  |
| الكثافة السكانية (ن./كم²)                                 | 211.47                                | 42.73                                                       |
| العاصمة                                                   | بيونغيانغ                             | فيلنيوس، كاوناس                                             |
| اللغة الرسمية                                             | لغة كوريا الشمالية القياسية ‏          | اللغة الليتوانية                                            |
| العملة                                                    | وون كوري شمالي                        | ليتاس ليتواني، يورو                                         |
| الناتج المحلي الإجمالي (بليون دولار)                      |                                       | 47.17 مليار                                                 |
| الناتج المحلي الإجمالي (تعادل القوة الشرائية) بليون دولار |                                       | 84.06 مليار                                                 |
| الناتج المحلي الإجمالي الاسمي للفرد دولار أمريكي          |                                       | 14.15 ألف                                                   |
| الناتج المحلي الإجمالي للفرد دولار أمريكي                 |                                       | 27.69 ألف                                                   |
| مؤشر التنمية البشرية                                      |                                       | 0.839                                                       |
| رمز المكالمات الدولي                                      | +850                                  | +370                                                        |
| رمز الإنترنت                                              | .kp                                   | .lt                                                         |
| المنطقة الزمنية                                           | ت ع م+08:30، ت ع م+08:30، ت ع م+09:00 | ت ع م+02:00، ت ع م+03:00، أوروبا/فيلنيوس ‏، توقيت شرق أوروبا |

## منظمات دولية مشتركة
يشترك البلدان في عضوية مجموعة من المنظمات الدولية، منها:
| علم المنظمة | اسم المنظمة              | تاريخ انضمام كوريا الشمالية | تاريخ انضمام ليتوانيا |
| ----------- | ------------------------ | --------------------------- | --------------------- |
|             | الأمم المتحدة            | 17 سبتمبر 1991              | 17 سبتمبر 1991        |
|             | الاتحاد الدولي للاتصالات | ?                           | 1 يوليو 1923          |
|             | الاتحاد البريدي العالمي  | ?                           | ?                     |
|             | يونسكو                   | 18 أكتوبر 1974              | 7 أكتوبر 1991         |

## وصلات خارجية
- موقع وزارة الخارجية الكورية الشمالية
- موقع وزارة الخارجية الليتوانية